# Rachel Covey
Rachel Covey (* 15. Juni 1998 in New York City, New York) ist eine US-amerikanische Schauspielerin, die vor allem durch ihre beiden Rollen in den Filmen Duane Hopwood (2005) und Verwünscht (2007) internationale Bekanntheit erlangte.

## Leben und Karriere
Covey wurde im Jahre 1998 in New York City im US-Bundesstaat New York geboren, wo sie auch aufwuchs und parallel zu ihrer Schulausbildung im Sommer am Stagedoor Manor, einem Sommercamp, durch das bereits zahlreiche bekannte Schauspieler gefördert wurden, teilnahm. Nachdem sie der in New York und Los Angeles ansässigen Abrams Artists Agency angehörte und durch deren Agenten vertreten wurde, wurde sie um das Jahr 2004 für eine Rolle im Film Duane Hopwood gebucht. Im 2005 veröffentlichten Film spielte sie die Tochter der von David Schwimmer verkörperten Titelfigur des Duane Hopwood. Bereits durch diese Rolle erlangte die junge Nachwuchsschauspielerin zunehmende Bekanntheit und wurde nur bald darauf für eine weitere große Filmproduktion gebucht. So hatte sie in Verwünscht, der 2007 seine Premiere feierte, gleich eine weitere Nebenrolle inne, wo man sie in der Rolle der Morgan Philip sah. Aufgrund ihrer erbrachten Leistungen im Film wurde sie schließlich bei der Vergabe der Young Artist Awards des Jahres 2008 für einen Young Artist Award in der Kategorie „Best Performance in a Feature Film – Young Actress Age Ten or Younger“ nominiert, konnte sich allerdings nicht gegen Bailee Madison durchsetzen, die den Preis für ihr Engagement in Brücke nach Terabithia entgegennahm. Nach den Erfolgen von Verwünscht verlief sich die Karriere der jungen New Yorkerin etwas, die danach in keiner nennenswerten Film- oder Fernsehproduktion mehr eingesetzt wurde und sich stattdessen auf ihre Schulausbildung und einige kleinere lokale Theaterrollen konzentrierte. Im Jahre 2011 bekam sie im Musical Annie die Haupt- wie auch Titelfigur der Annie zugeteilt; das Stück findet seither im Millbrook Playhouse in der kleinen Ortschaft Mill Hall im US-Bundesstaat Pennsylvania statt.

## Filmografie
- 2005: Duane Hopwood
- 2007: Verwünscht (Enchanted)
- 2022: Verwünscht nochmal (Disenchanted)

## Nominierung
- 2008: Young Artist Award in der Kategorie „Best Performance in a Feature Film – Young Actress Age Ten or Younger“ für ihr Engagement in Verwünscht